# جون بودستا
جون بودستا (بالإنجليزية: John Podesta) (و. 1949 – م) هو سياسي من الولايات المتحدة الأمريكية ولد في شيكاغو.
تولى منصب رئيس موظفي البيت الأبيض .وهو عضو في الحزب الديمقراطي الأمريكي .

## روابط خارجية
- جون بودستا على موقع IMDb (الإنجليزية)
- جون بودستا على موقع إن إن دي بي (الإنجليزية)
- جون بودستا على موقع قاعدة بيانات الفيلم (الإنجليزية)